# Musée du Chocolat
Musée du Chocolat (česky Muzeum čokolády) je muzeum v Paříži, které je věnováno čokoládě. Nachází se na Boulevardu de Bonne-Nouvelle č. 28 v 10. obvodu. Muzeum bylo otevřeno v roce 2010 a jeho výstavní plocha činí 750 m2.

## Sbírky
Muzeum shromažďuje předměty týkající se původu a vývoje čokolády, způsobů její produkce a konzumace a využívaných ingrediencí.
Stálá výstava je rozdělena do tří částí: původ kakaa v předkolumbovské Americe, jeho import do Evropy španělskými kolonisty a její prosazení a užívání v běžné konzumaci do dnešních dob.
Muzeum rovněž pořádá několikrát do roka časově omezené tematické výstavy.